# Чалк-Ойде
Чалк-Ойде (кирг. Чалк-Өйдө) — село в Узгенском районе Ошской области Кыргызстана. Входит в состав Кароолского аильного округа. Код СОАТЕ — 41706  255 840 02 0

## Население
По данным переписи 2023 года, в селе проживало 1 432 человек.